# Miscogasteriella longiventris
Miscogasteriella longiventris är en stekelart som beskrevs av Girault 1915. Miscogasteriella longiventris ingår i släktet Miscogasteriella och familjen puppglanssteklar. Inga underarter finns listade i Catalogue of Life.